# Ara Pacis

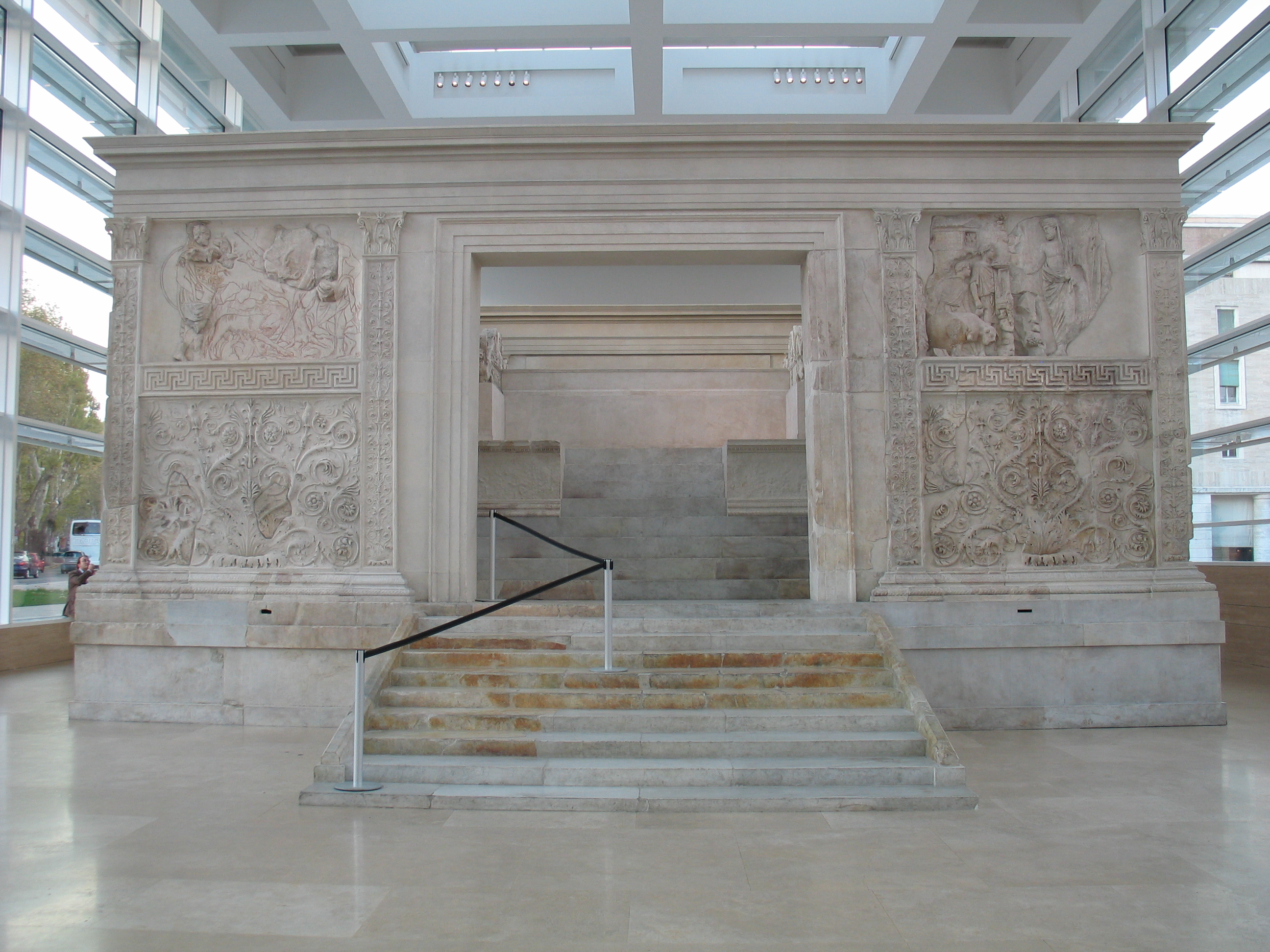
Vista frontal del Ara Pacis romano.

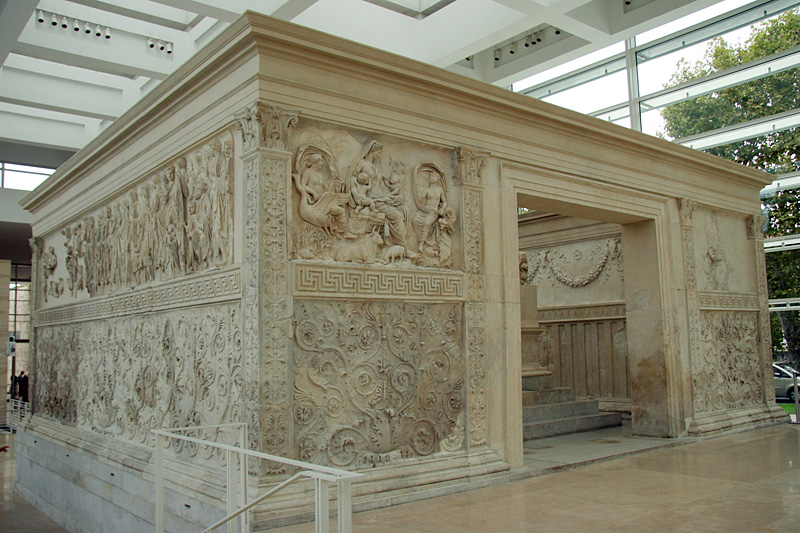
Vista trasera del Ara Pacis.

Ara Pacis Augustæ (español: Altar de la Paz Augusta) es un altar y monumento dedicado a la diosa romana Pax erigido por el senado romano para celebrar las victoriosas campañas de Augusto en Galia e Hispania y la paz impuesta luego de su retorno triunfal. Construido entre el año 13 a. C. y el año 9 a. C., su ubicación original era en el lado oeste de la Vía Flaminia en el Campo de Marte, donde cada año se debían sacrificar un carnero y dos bueyes.

## Estructura

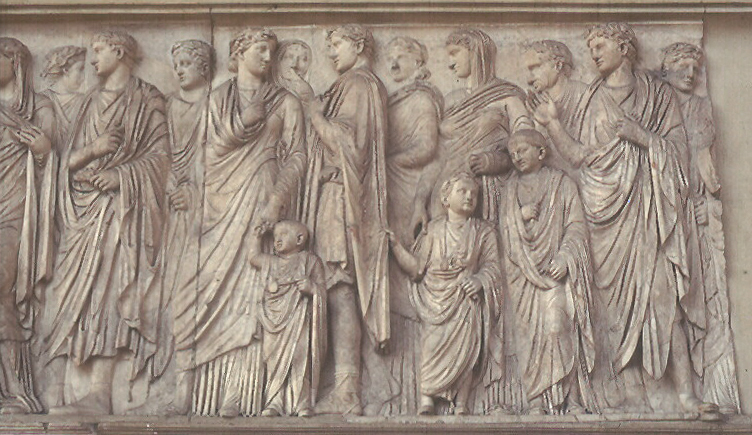
Procesión del lado sur.

Posee una planta rectangular con unas dimensiones de 11,65 x 10,62 x 4,60 metros construidos con mármol de Carrara y no está cubierto. Presenta dos puertas: una frontal para el sacerdote oficiante, precedida de una escalinata, y otra posterior para los animales a sacrificar; estas puertas estaban orientadas originalmente al este y al oeste. En su interior el centro está ocupado por el ara propiamente dicha que se asienta sobre un pedestal escalonado.

### Decoración
Lo más destacado es la decoración escultórica que recubre el edificio. En el interior el friso está ocupado por guirnaldas y bucráneos. En el exterior los zócalos se recubren de roleos de acanto. Los frisos exteriores tienen distinta decoración según su ubicación: flanqueando las puertas cuatro alegorías, y en los muros laterales dos procesiones.

### Significado
Las alegorías están relacionadas con la mítica fundación de Roma. De los cuatro originales solo dos se han conservado casi completos; uno  representa a Eneas y el otro, el mejor conservado, a la Tierra, como una mujer con dos niños, flanqueada por los genios fertilizantes del Aire sobre un cisne y del Agua sobre un monstruo marino; todo ello acompañado de frutos y animales que hacen alusión a la prosperidad proporcionada por la Paz de Augusto.
La procesión de los frisos laterales representa a Augusto, su familia, amigos, magistrados y senadores, componiendo un magnífico conjunto de retratos que, no obstante, deja entrever una fuerte influencia de las Panateneas del Partenón, si bien los personajes procesionan en dos filas con más orden y disciplina que en el templo ático. Se combinan altorrelieves con medio y bajorrelieves, que contribuyen a crear sensación de profundidad.
El monumento combina los elementos de origen griego y helenístico, la influencia de Fidias, las alegorías y elementos decorativos helenísticos, con el realismo y la sobriedad características de la tradición romana del retrato, representando por su calidad el punto más alto jamás alcanzado en el arte de los relieves conmemorativos.

## Redescubrimiento y puesta en valor
Tras siglos de abandono el monumento se redujo a ruinas y sus restos fueron reutilizados para cimentar el palacio de Humberto I. 
En 1903 se realizaron las primeras excavaciones sistemáticas, completadas entre 1937 y 1938, con la reconstrucción del edificio durante los años de gobierno fascista en Italia.
Uno de los pilares de la política interior de Mussolini fue la recuperación del legado romano y así se apropió de los símbolos imperiales como vehículo de reafirmación nacional, y asimiló la imagen de un líder fuerte y absoluto como el Emperador romano a su propia posición como jefe único de todos los italianos. Durante el período fascista por él comandado, se realizó un ingente esfuerzo de recuperación de restos arqueológicos, y el Ara Pacis fue uno de los monumentos recuperados en este momento.
En fecha reciente, el monumento fue recubierto por un edificio de líneas minimalistas diseñado por Richard Meier, para protegerlo de la contaminación atmosférica. El nuevo conjunto incluye salas subterráneas para exposiciones temporales.